# کانن ئی‌اواس ۳۰۰دی
دوربین کانن ئی‌اواس ۳۰۰دی (به انگلیسی: Canon EOS 300D) که در ژاپن با نام (به انگلیسی: EOS Kiss Digital) و در آمریکا با نام (به انگلیسی: Rebel) شناخته می‌شود دوربین تک لنزی بازتابی (DSLR) شرکت کانن می‌باشد، که در تاریخ ٢٠ اگوست ٢٠٠٣ توسط این شرکت معرفی شد.

## مشخصات کلی
- وزن بدنه: ٦٩٤ گرم (وزن بدنه)
- مشخصات حسگر و پرونده: حسگر (به انگلیسی: CMOS) با کیفیت ٦٫٣ مگاپیکسل - اندازه ٢٢٫٧×١۵٫١ میلی‌متر
- سرعت شاتر: از ۱/۴۰۰۰ ثانیه تا ۳۰ ثانیه
- حساسیت سنسور: ۱۰۰ تا ۱۶۰۰
- صفحه نمایش: ١٫٨ اینچ با رزولوشن ١١۵٠٠٠ پیکسل

## واژه‌نامه
1. ↑  Entry Level